# Warburton (Pakistan)
Warburton (en ourdou : واربرٹن) est une ville pakistanaise située dans le district de Nankana Sahib, dans le centre de la province du Pendjab. C'est la quatrième plus grande ville du district. Elle est située à moins de cinquante kilomètres à l'ouest de Lahore, la capitale provinciale.
La population de la ville a été multipliée par près de trois entre 1972 et 2017 selon les recensements officiels, passant de 10 801 habitants à 30 738. Entre 1998 et 2017, la croissance annuelle moyenne s'affiche à 2,4 %, semblable à la moyenne nationale. Selon le recensement de 2023, la population de la ville monte à 50 318 habitants.
|            | 1972 (rec.) | 1981 (rec.) | 1998 (rec.) | 2017 (rec.) | 2023 (rec.) |
| ---------- | ----------- | ----------- | ----------- | ----------- | ----------- |
| Population | 10 801      | 14 605      | 19 621      | 30 738      | 35 053      |